# Karl Wilfing (Politiker, 1960)

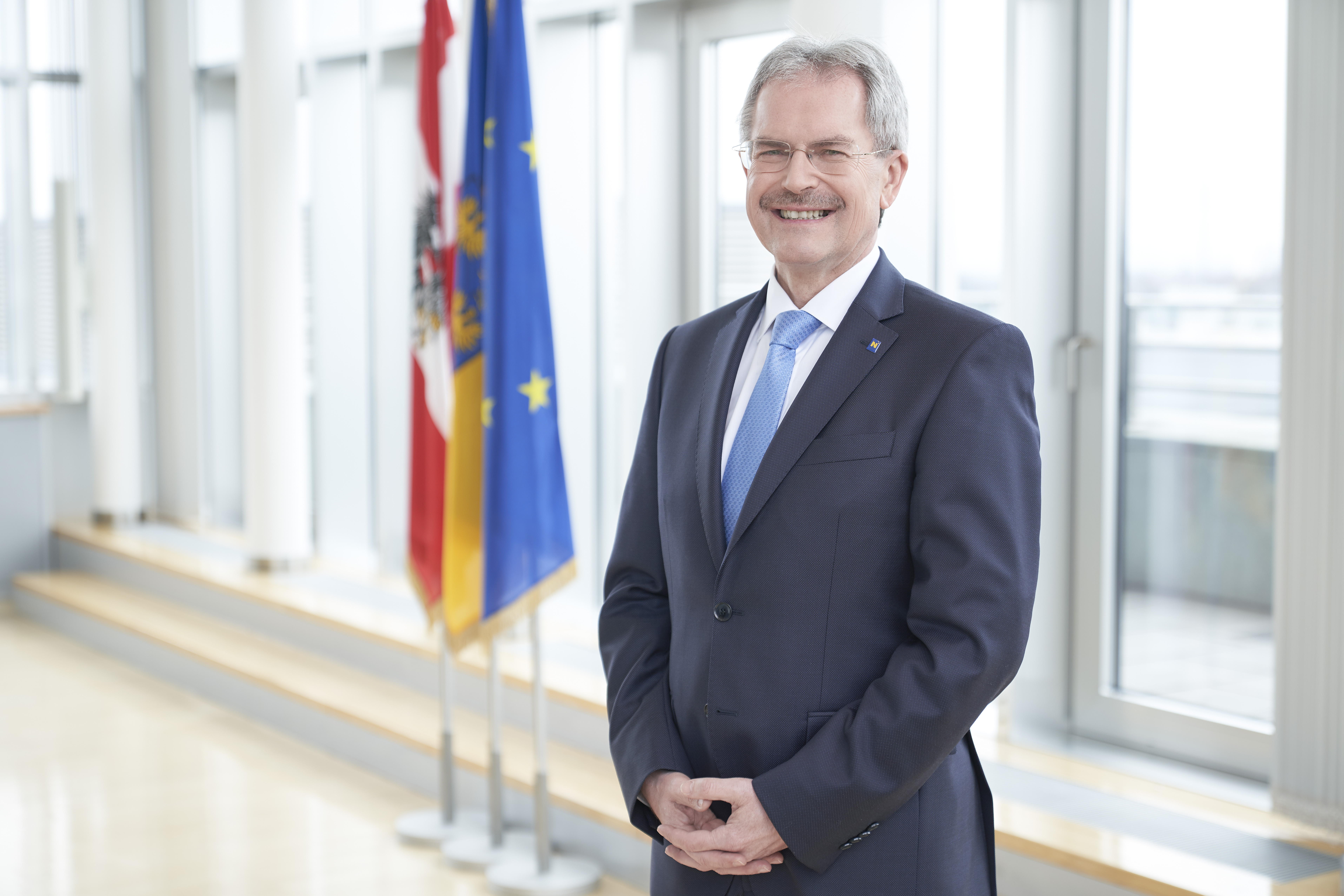
Karl Wilfing (2018)

Karl Wilfing (* 26. September 1960 in Mistelbach; auch bekannt unter dem Alias Carlo Wilfing) ist ein österreichischer Bundesbeamter, Politiker (ÖVP) und seit 22. März 2018 Präsident des Niederösterreichischen Landtages.

## Person
Karl Wilfing wurde als Sohn des Politikers Karl Wilfing sen. geboren. Er wechselte nach der Volksschule 1970 an eine Allgemeinbildende höhere Schule in Hollabrunn bzw. Laa an der Thaya und legte 1979 die Matura ab. Um sich von der Namensgleichheit mit dem Vater abzugrenzen, nannte er sich ab diesem Zeitpunkt „Carlo“. Unter diesem Alias ist Karl Wilfing bis heute bekannt und er hat damit sämtliche Wahlkämpfe bestritten.
Wilfing leistete 1980 seinen Präsenzdienst, studierte von 1980 bis 1981 Rechtswissenschaften an der Universität Wien und absolvierte danach von 1981 bis 1986 ein Studium der Politikwissenschaft und der Publizistik an der Universität Wien, das er mit dem akademischen Grad Mag. phil. abschloss.
1987 folgte sein Eintritt in das Bundesministerium für Umwelt, Jugend und Familie, wo er 1989 zum Abteilungsleiter aufstieg. 1994 wurde er Gruppenleiter. Seit dem Jahr 2000 ist er vom Ministerium freigestellt.

## Privates
Karl Wilfing lebt in Wetzelsdorf im Weinviertel, ist verheiratet, hat drei Töchter und vier Enkeltöchter.

## Politik
Nach seiner Wahl in den Gemeinderat von Poysdorf 1985 hatte Wilfing zwischen 1986 und 1995 die Funktion des Landesobmanns der Jungen ÖVP-Niederösterreich inne. Er wurde 1990 zum Stadtrat gewählt, war ab 1993 Teilbezirksparteiobmann der ÖVP Poysdorf und übernahm 1995 das Amt des Bezirksobmanns des ÖAAB Mistelbach. Seit 1995 hat Wilfing das Amt des Vorsitzenden des Vereins „Europaregion Weinviertel“ inne, im Jahr 2000 folgte seine Wahl zum Bürgermeister von Poysdorf und ÖVP-Bezirksparteiobmann. Das Bürgermeisteramt übte er bis 2011 aus.
Wilfing vertrat die ÖVP vom 28. März 1996 bis zum 23. Februar 2000 im Bundesrat und war seit dem 24. Februar 2000 Abgeordneter zum Niederösterreichischen Landtag. Karl Wilfing war Obmann des Verkehrsausschusses des NÖ Landtages (seit 2008).
Am 28. April 2011 wurde er als Nachfolger von Johann Heuras zum Landesrat für Bildung, Jugend, Raumordnung und öffentlichen Verkehr in der Landesregierung Pröll V gewählt. Nach der Landtagswahl in Niederösterreich 2013 änderten sich auch die Zuständigkeiten innerhalb der Landesregierung Pröll VI. Ab dem 1. Mai 2013 war Karl Wilfing gemäß der Geschäftsordnung der NÖ Landesregierung für Jugend, Landeskliniken, öffentlichen Verkehr, Erwachsenenbildung und das kleine Glücksspiel zuständig. Diese Funktion übte er auch in der Landesregierung Johanna Mikl-Leitner I aus. Nach der Landtagswahl am 22. März 2018 wurde er zum Nachfolger von Hans Penz als Präsident des Niederösterreichischen Landtages gewählt.

## Ehrungen und Auszeichnungen
- Großes Ehrenzeichen für Verdienste um die Republik Österreich (2007)
- Goldenes Komturkreuz mit dem Stern des Ehrenzeichens für Verdienste um das Bundesland Niederösterreich (2018)

## Ehrenbürgerschaft
- Ehrenbürgerschaft und Träger des Ehrenrings der Stadtgemeinde Poysdorf